# Pijama Party
Pijama Party fue un programa de televisión de entretenimiento argentino original de Disney Channel Latinoamérica, donde competian dos equipos que se diferenciaban mediante un pijama rayado y otro cuadrado, jugando por el premio de un viaje a Walt Disney World, en Orlando, Florida. Era presentado por Dani Martins, Nicole Luis y Fernanda Serrano.
En Latinoamérica tuvo un preestreno en Disney Channel el 11 de mayo de 2014, y tuvo otro preestreno en Disney XD el 17 de mayo del mismo año. El estreno oficial fue el 6 de junio de 2014 por Disney Channel. La serie también se estrenó en Brasil el 3 de abril de 2015, y en España, el 6 de abril de ese mismo año. El rodaje de la primera temporada terminó en mayo de 2014. El último episodio de la primera temporada se transmitió el 14 de noviembre de 2014.
En febrero de 2015, se confirmó una segunda temporada para el programa. Dicha temporada empezó el rodaje en junio de 2015, y finalmente se estrenó en Latinoamérica el 4 de septiembre de 2015. En España se estrenó el 5 de octubre de 2015.
Se confirmó en septiembre de 2016, que Pijama Party contará con una tercera temporada y se estrenó el 13 de mayo de 2017.
El último episodio de la serie se transmitió el 8 de junio de 2018.

## Formato
El programa consta de un concurso en donde dos equipos, a lo largo del show deberán hacer disparatadas pruebas; también se presenta el mayordomo (Sigfredo), el repartidor de pizza (Lucas, el cual ya no aparece desde la segunda temporada), entre otros personajes. El equipo ganador tendrá que domar a Plumas (la almohada más salvaje del mundo) y así ganar un viaje a Walt Disney World.

### Personajes
- Dani Martins (Dani): Es el presentador del programa, presenta a todos los concursantes.
- Nicole Luis (Socorro): Es la Pijama Trainer, ella es la  encargada de explicar los juegos.
- Fer Serrano (Fer): Es la segunda Pijama Trainer, ayuda a los concursantes. (Temp. 3)
- Almohada (Plumas): Es la almohada que hay que domar para ganarse el viaje a Disney. También dicen que es la almohada más salvaje del mundo.
- Mono 1 (La Mascota): Es la mascota del equipo rayado, es de color verde.
- Mono 2 (La Mascota): Es la mascota del equipo cuadrado, es de color rojo.
- Leo Trento (Sigfredo): Es el mayordomo de la casa. Normalmente se queja del desorden que causan los pijameros.
- Sol López Menga (Roberta): Ella es la vecina que cada vez que escucha un ruido se pone furiosa, está enamorada de Sigfredo.(Temp. 1-2)
- Marcos Rauch (Lucas): Es el que entrega las pizzas, está enamorado de Socorro.(Temp. 1-2)

## Episodios
| Temporada | Temporada | Episodios | Latinoamérica           | Latinoamérica            | España               | España                   |
| Temporada | Temporada | Episodios | Comienzo                | Final                    | Comienzo             | Final                    |
| --------- | --------- | --------- | ----------------------- | ------------------------ | -------------------- | ------------------------ |
|           | 1         | 26        | 6 de junio de 2014      | 14 de noviembre de 2014  | 4 de abril de 2015   | 28 de septiembre de 2015 |
|           | 2         | 43        | 4 de septiembre de 2015 | 16 de septiembre de 2016 | 5 de octubre de 2015 | 15 de mayo de 2017       |
|           | 3         | 40        | 13 de mayo de 2017      | 7 de abril de 2018       | 14 de julio de 2017  | 8 de junio de 2018       |